# 카를 프리드리히 싱켈
카를 프리드리히 싱켈(독일어: Karl Friedrich Schinkel, 1781년 12월 20일 ~ 1841년 12월 18일])은 독일의 건축가 및 화가이다. 고전파 건축의 대성자이기도 하다. 노이루핀에서 태어나 화가 및 무대 장치가로 출발하였으나, 후에 건축 분야로 진출하였다. 1805년에 이탈리아, 프랑스에서 유학한 후 1808년에 베를린에서 활약하였다. 그는 고딕 건축에 큰 관심을 가졌으나, 그의 건축을 지배한 것은 그리스 건축이 갖는 고전 양식으로서, 거기에 장엄하고 개성적인 양식을 첨가시켜 웅대한 건축을 완성하였다. 이러한 독특한 수법은 19세기 말의 신건축 운동에 영향을 주었다. 또 다수의 풍경화를 그리기도 하였다. 대표적인 건축으로는 <베를린 국립 극장>과 <베를린 고대 박물관> 등이 있다.

## 주요 작품

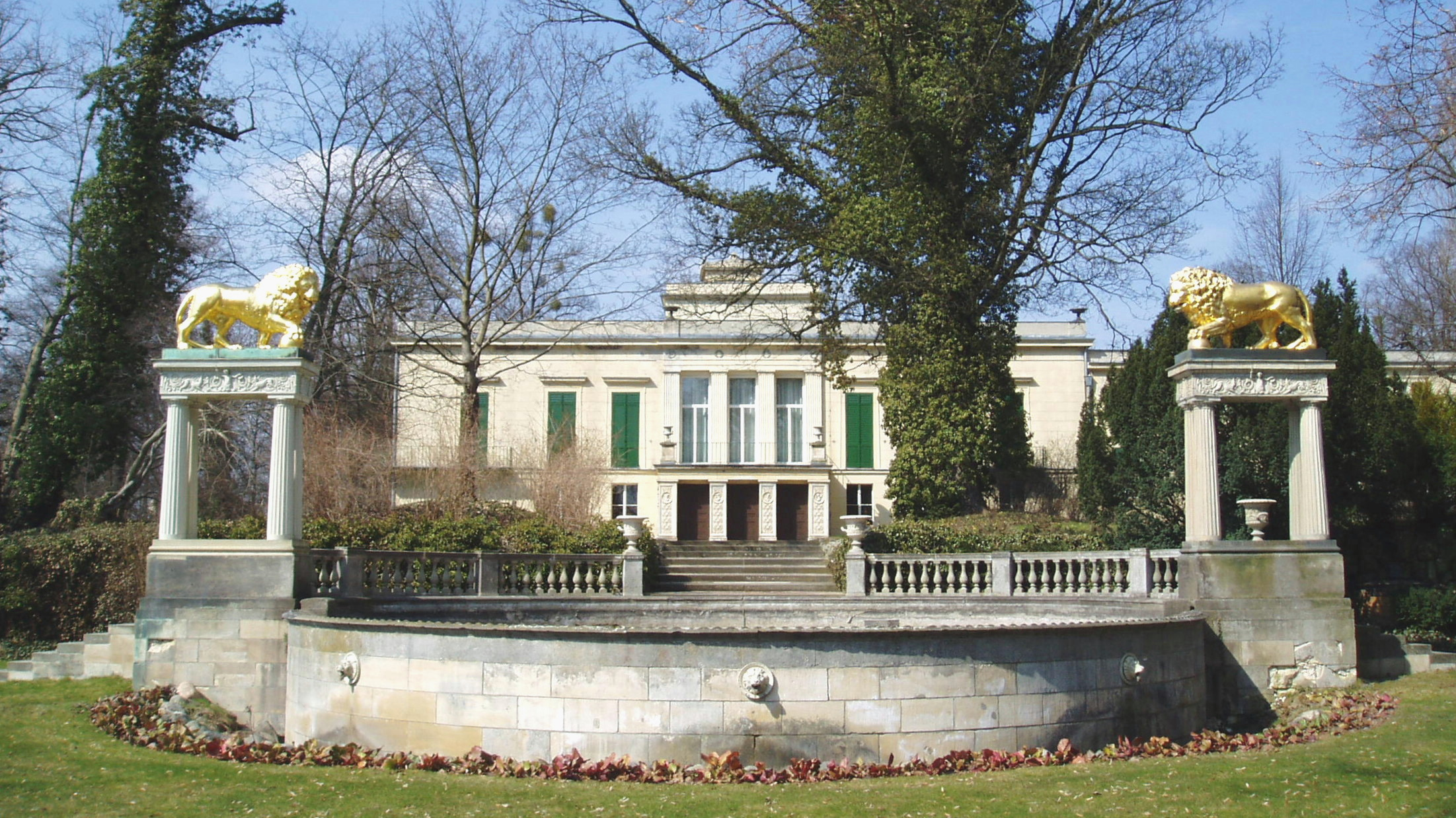
Glienicke Palace
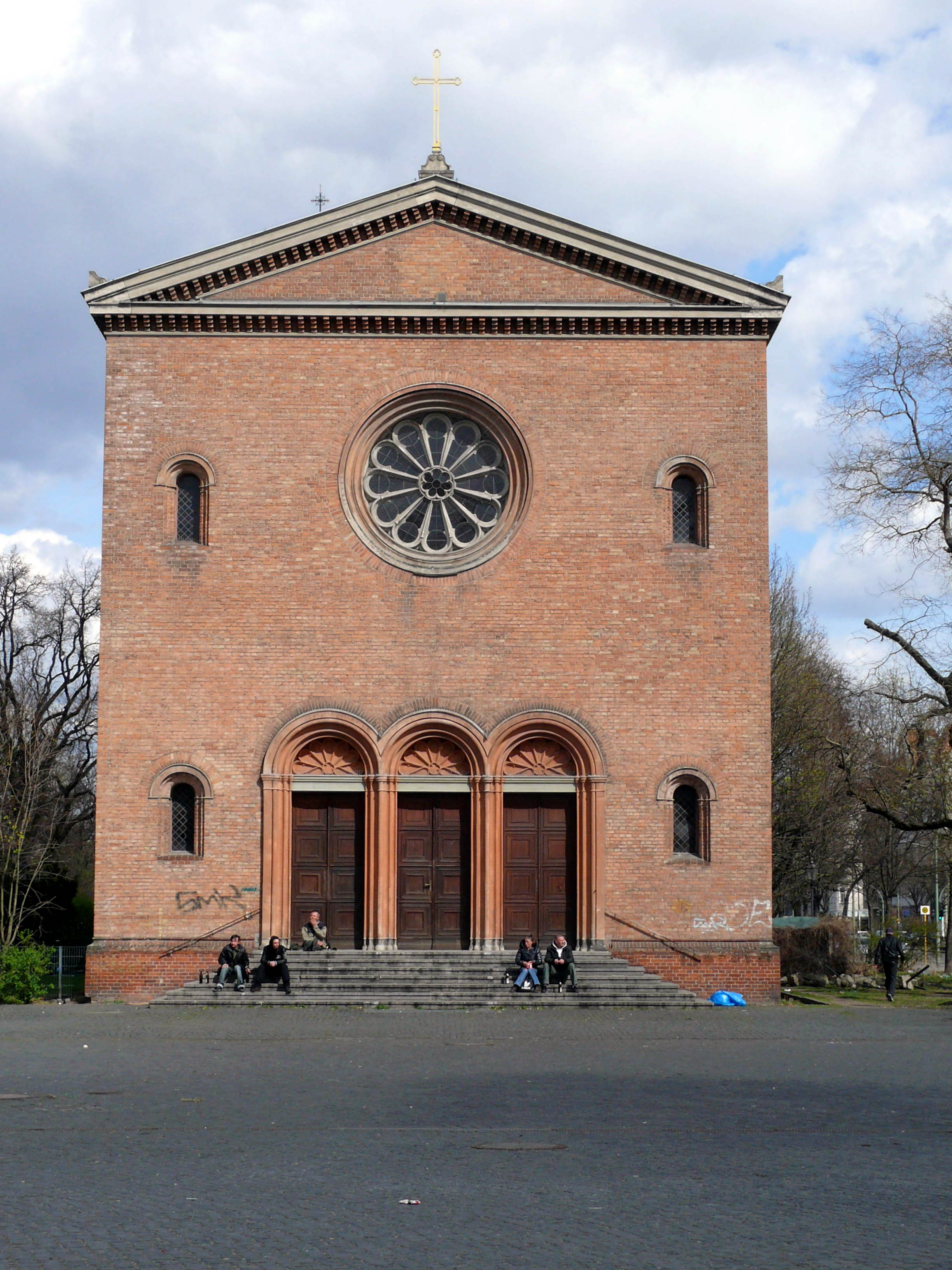
Alte Nazarethkirche (Berlin-Wedding)
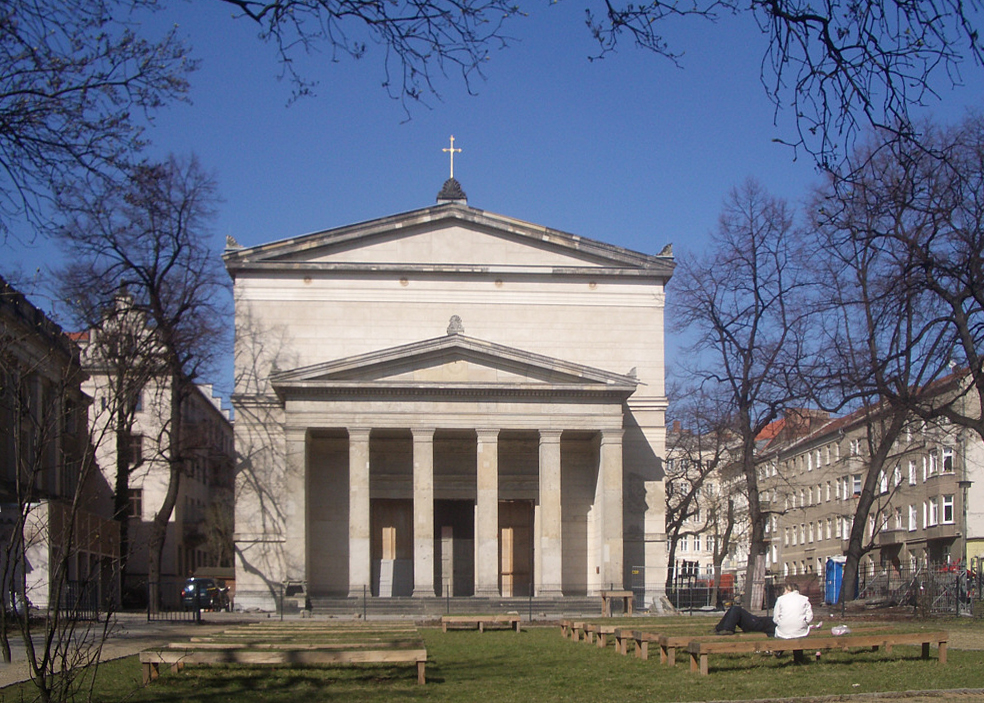
Elisabethkirche
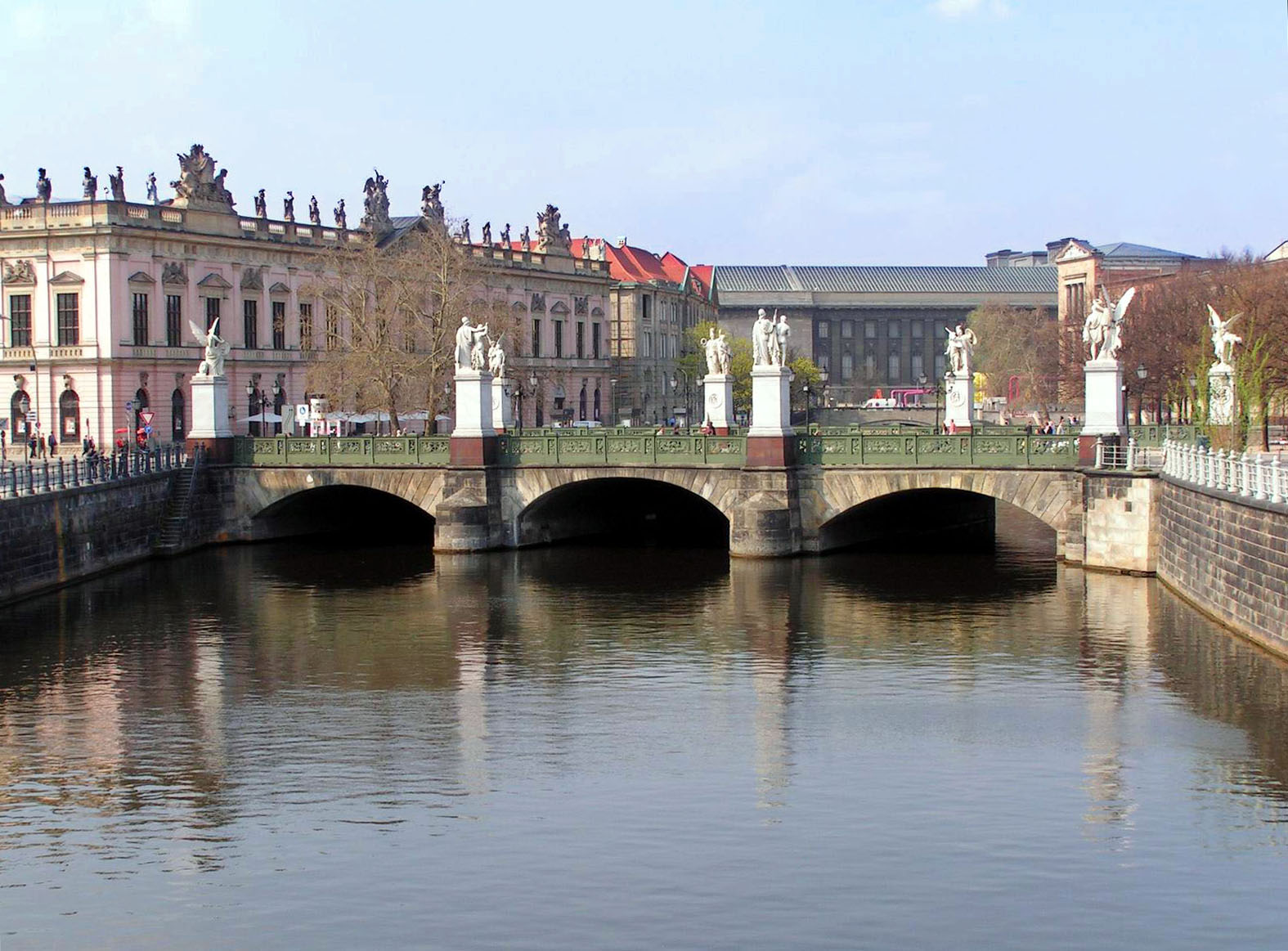
Schlossbrücke
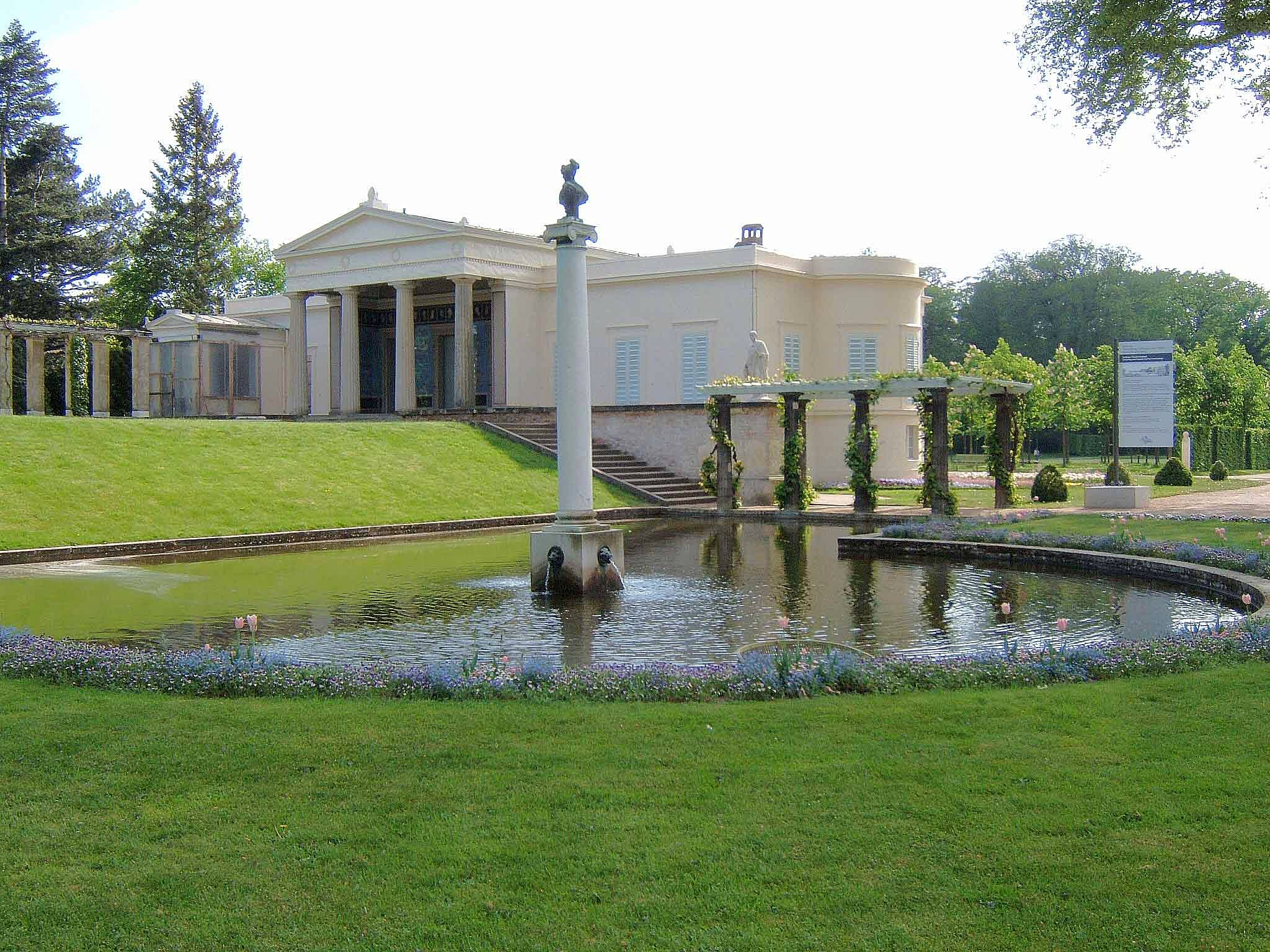
Charlottenhof Palace
철십자 훈장